# Demokratische Minderheit
Die demokratische Minderheit bezeichnet die an eine Volksabstimmung oder Wahl gebundene Stimmbürger-/Wählergruppe, deren Stimm-/Wahloption weniger Stimmen erreicht hat als eine andere Option. Folglich ist man als Stimm-/Wahlbürger bei einer Abstimmung entweder in der Mehrheit oder in der Minderheit, sofern kein Stimmengleichheit vorliegt.
Diese ist zu unterscheiden von der demographischen Minderheit.